# جوني لومباردي
جوني لومباردي هو رائد أعمال كندي، ولد في 4 ديسمبر 1915 في تورونتو في كندا، وتوفي بنفس المكان في 18 مارس 2002.